# Suberanthus pungens
Suberanthus pungens är en måreväxtart som först beskrevs av Ignatz Urban, och fick sitt nu gällande namn av Attila L. Borhidi. Suberanthus pungens ingår i släktet Suberanthus och familjen måreväxter.
Artens utbredningsområde är Haiti. Inga underarter finns listade i Catalogue of Life.